# У Москві проїздом…
«У Москві проїздом…» (рос. «В Москве проездом…») — російський радянський художній фільм 1970 року.

## Сюжет
Фільм складається з чотирьох історій, героїв яких об'єднує те, що всі вони ненадовго відвідали Москву. І кожного в столиці очікували нові зустрічі, які для когось стали доленосними.

## У ролях
- Євген Карельських —  Володя Торохов
- Сергій Шакуров —  Степан
- Микола Мерзлікін —  Микола
- Ходжа Овезгеленов —  Яшули Актельпек-ака
- Лідія Константинова —  Юля Синьова
- В'ячеслав Невинний —  Валентин
- Віра Кузнєцова —  Клавдія Іванівна Ємельянова
- Надія Карпушина —  Ніна, співробітниця друкарні
- Валентина Єгоренкова —  Олена Ємельянова (Морозова)
- Всеволод Кузнєцов —  пасажир літака
- Олег Анофрієв —  Алік
- Юрій Бєлов —  таксист
- Валентина Бєляєва —  Валентина Петрівна
- Валентина Ананьїна - газировщиця

## Знімальна група
- Автори сценарію:  Герман Дробіз,  Борис Лобков,  Людвіга Закржевська, Анна Пайтік
- Режисер-постановник —  Ілля Гурін
- Головний оператор —  Євген Давидов
- Головний художник —  Борис Дулєнков
- Композитор —  Ян Френкель
- Кольоровий, звуковий